# پرسفونه ۳۹۹
سیارک ۳۹۹ (به انگلیسی: 399 Persephone، نامگذاری:1895BP) سیصد و نود و نهمین سیارک کشف شده‌است که در ۲۳ فوریه ۱۸۹۵ و در هایدلبرگ کشف شد.
قدر مطلق سیارک برابر ۹٫۰۰ است.